# Express Entry
Express Entry — це система, яка використовується урядом Канади для управління заявками на постійне проживання в Канаді, що спрямовані на заповнення вакантних робочих місць через програми економічної імміграції. Запущена 1 січня 2015 року, ця імміграційна система використовується для відбору та контакту з кваліфікованими заявниками та управління пулом кваліфікованих працівників, готових до імміграції. Система призначена для забезпечення швидкої імміграції до Канади осіб, «які, швидше за все, будуть економічно успішними». Більшість заявок обробляється за шість місяців або менше.
Ті, хто має право на участь в одній із програм, що входять до системи Express Entry, подають свою заявку, і уряд Канади видає запрошення по пріоритету, керуючись бальною системою. Прийняття запрошення та наступна позитивна оцінка Міністерства імміграції Канади надають заявнику та членам його родини статус постійного резидента Канади.

## Програми імміграції
До системи Express Entry входять три федеральні програми для кандидатів на постійне проживання:
- Федеральна програма для кваліфікованих працівників (Federal Skilled Worker Program)
- Федеральна програма для кваліфікованих промислів (Federal Skilled Trades Program)
- Клас канадського досвіду (Canadian Experience Class).

Провінції та території також можуть залучати кандидатів із системи за допомогою програм провінційних номінацій для задоволення потреб місцевого ринку праці.

## Економічна цінність проти порядку черги
Express Entry замінила давнішу систему відбору іммігрантів за принципом черги («першим прийшов, першим обслужений»). Очікувалося, що Express Entry буде краще реагувати на регіональну нестачу робочої сили. Вона системно надає перевагу більш кваліфікованим іммігрантам, визначаючи пріоритетність таких осіб, і уникає часом довільного вибору попередньої системи.
Express Entry ранжує кандидатів за бальною системою, яка називається Comprehensive Ranking System (CRS), автоматично обираючи найбільш конкурентоспроможних для імміграції. Основними факторами, які розглядаються, є вік, рівень освіти, знання англійської та/або французької мов, а також досвід роботи в Канаді. Ідеальний кандидат був би віком від 20 до 29 років, мав високий рівень освіти (доктор наук, магістр) та володів англійською та французькою мовами. Додаткові бали дає також номінація за імміграційною програмою однієї з провінцій Канади.